# 마르쿠스 호베르투 시우베이라 헤이스
마르쿠스 호베르투 시우베이라 헤이스(포르투갈어: Marcos Roberto Silveira Reis, 1973년 8월 4일 ~ )는 흔히 마르쿠스(Marcos)라는 이름으로 알려져 있는 브라질의 전직 축구 선수로, 포지션은 골키퍼였다.
2002년 FIFA 월드컵에서 브라질 대표팀의 주전 골키퍼로 뛰는 동안 본선 7경기에서 4실점만 허용한 선방 능력을 선보이며 브라질의 다섯 번째 FIFA 월드컵 우승에 큰 기여를 하였다. 1992년부터 2011년까지 브라질 세리에 A의 파우메이라스에서 뛰었으며 532경기 출전 기록을 갖고 있다.